# Курт Шмід
Курт Шмід (нім. Kurt Schmied, нар. 14 червня 1926, Відень — пом. 9 грудня 2007, Відень) — австрійський футболіст, що грав на позиції воротаря.
Виступав, зокрема, за клуби «Вінер Шпорт-Клуб» та «Ферст Вієнна», а також національну збірну Австрії. Чемпіон Австрії.

## Клубна кар'єра
Народився 14 червня 1926 року в місті Відень. Вихованець футбольної школи місцевого клубу «Гельфорт». У дорослому футболі дебютував 1947 року виступами за команду іншого віденського клубу, «Вінер Шпорт-Клуб», в якій провів п'ять сезонів, взявши участь у 100 матчах чемпіонату.
Своєю грою за цю команду привернув увагу представників тренерського штабу клубу «Ферст Вієнна», до складу якого приєднався 1952 року. Відіграв за найстарішу віденську команду наступні тринадцять сезонів своєї ігрової кар'єри. За цей час виборов титул чемпіона Австрії.
Завершив професійну ігрову кар'єру у клубі «Аустрія» (Відень), за команду якого виступав протягом 1965—1966 років.
Помер 9 грудня 2007 року на 82-му році життя у Відні.

## Виступи за збірну
1954 року дебютував в офіційних матчах у складі національної збірної Австрії. Протягом кар'єри у національній команді, яка тривала 7 років, провів у формі головної команди країни 38 матчів.
У складі збірної був учасником чемпіонату світу 1954 року у Швейцарії, на якому команда здобула бронзові нагороди, а також чемпіонату світу 1958 року у Швеції.

## Титули і досягнення
- Чемпіон Австрії (1):

«Ферст Вієнна»: 1954–55
- Бронзовий призер чемпіонату світу: 1954